# Rapotín (przystanek kolejowy)
Rapotín – przystanek kolejowy w Rapotín, w kraju ołomunieckim, w Czechach Znajduje się na wysokości 375 m n.p.m.
Na przystanku istnieje możliwość zakupu biletów i rezerwacji miejsc.

## Linie kolejowe
- 293 Šumperk – Kouty nad Desnou/Sobotín